# Rosa shocking
El rosa shocking, anomenat originalment en anglès Shocking pink, o Hot Pink, és un nom de color llançat per a un matís del fúcsia per Elsa Schiaparelli el 1936 similar al porpra de Tir.

## Història
A mitjan anys 1930, Elsa Schiaparelli acabava d'obrir la seva casa de costura en el número 21 de la plaça Vendôme. Al costat de Lanvin, Vionnet i Chanel, dominava la capital de la moda en aquells temps.
Uns anys abans, va conèixer al joier Jean Clément; el 1936 li va presentar diversos models de teles després d'un estudi sobre el color rosa. Schiaparelli es va detenir en una còpia de rosa barrejat amb una mica de magenta exclamant «això, ho prendré, i en direm el Shocking Pink». Schiaparelli se sentia fascinada per les intenses colors roses que usaven en els seus vestits típics les dones quítxues.
Aquell mateix any va comercialitzar el seu primer perfum, coloret i llapis de llavis que es va dir Shocking. L'ampolla de perfum va ser creada imitant la voluptuosa silueta de Mae West. Al mateix temps, es va introduir el "Shocking Pink" en el prêt-à-porter de la creadora; aquesta ombra de color rosa, que es convertirà en la seva marca de fàbrica, serà manllevada moltes dècades més tard pel creador de moda Yves Saint Laurent en les seves col·leccions. El 1938 Schiaparelli va llançar el "vermell Calliope" per a una barra de llavis. Si el rosa shocking roman un element notable de la carrera de l'estilista, les colors sempre han estat presents en les seves creacions: el seu primer gran succés comercial, una gorreta anomenada mad cap, es declinava en diverses colors, fins a «teintes criardes» (tons cridaners).

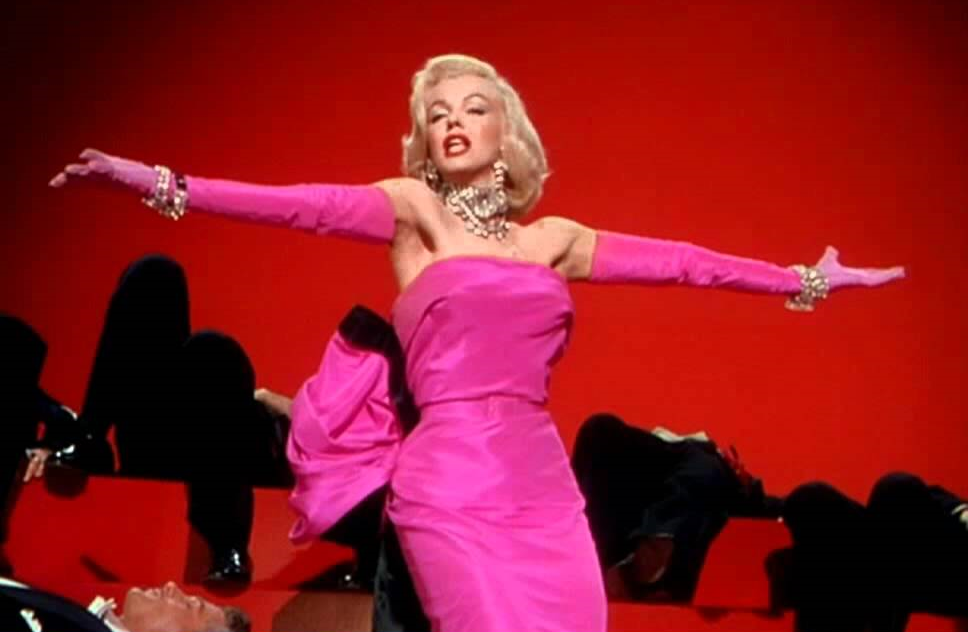
Monroe en una mítica escena de Els senyors prefereixen les rosses (1953).

En la dècada de 1950 el color va ser rebatejat com a Hot Pink". En aquells mateixos anys hi va haver un dels usos més famosos d'aquesta color: el vestit de Marilyn Monroe en la pel·lícula Els senyors prefereixen les rosses.